# Barriac-les-Bosquets
Barriac-les-Bosquets è un comune francese di 170 abitanti situato nel dipartimento del Cantal nella regione dell'Alvernia-Rodano-Alpi.

## Società

### Evoluzione demografica
Abitanti censiti